# Resurrection of Golden Wolf
Pour plus de détails, voir Fiche technique et Distribution.
Resurrection of Golden Wolf (蘇える金狼, Yomigaeru kinrō) est un film thriller japonais de Tōru Murakawa sorti en 1979 et basé sur un roman de Haruhiko Ōyabu. Dans ce film Yūsaku Matsuda interprète un criminel qui se déguise en salaryman et Jun Fubuki sa petite amie.

## Fiche technique
- Titre : Resurrection of Golden Wolf
- Titre original : 蘇える金狼 (Yomigaeru kinrō?)
- Réalisation : Tōru Murakawa
- Pays de production :  Japon
- Langue originale : japonais
- Durée : 131 minutes
- Date de sortie :
  - Japon : 25 août 1979[2]

## Distribution
- Yūsaku Matsuda : Tetsuya Asakura
- Jun Fubuki
- Kei Satō
- Kōichi Iwaki
- Mikio Narita ： Koizumi
- Yutaka Nakajima
- Shin Kishida : Ishi
- Sonny Chiba : Mistuhiko Sakurai
- Kimie Shingyoji : Eriko Shimizu